# František Ludvík z Mattencloitu
František Ludvík svobodný pán z Mattencloitu (16. březen 1693 – 31. květen 1768 Dolní Žibřidovice) byl česko-slezský šlechtic pocházející z rodu Mattencloitů.
Byl synem Bartoloměje Gottfrieda z Mattencloitu a jeho ženy Marie Kláry von Adolph. Byl dvakrát ženat. Dne 19. října 1718 se oženil s Marií Agnesou von Ehrmanns zum Schlug, druhý sňatek uzavřel dne 27. listopadu 1758 s Karolinou Kateřinou von Seidlitz. K 30. lednu 1732 byl povýšen do stavu svobodných pánů. Vlastnil panství Doubrava, zakoupené roku 1746, a Dolní Žibřidovice, získané roku 1747.
V roce 1718 se stal vládním radou Lehnického knížectví a zastupoval tohoto knížectví na slezském veřejném konventu.